# Eric Janssen
Jhr. Eric-Emmanuel Jean Pol Marie Ghislain Janssen (Brussel, 6 januari 1933 - Terhulpen, 27 augustus 2012) was een Belgisch bankier en industrieel.

## Biografie

### Familie
Eric Janssen, telg uit de familie Janssen, was een zoon van Charles-Emmanuel baron Janssen, volksvertegenwoordiger, vicevoorzitter van de Generale Bank en voorzitter van Union Chimique Belge, en jonkvrouw Maya Boël, dochter van senator en industrieel Pol-Clovis baron Boël. Hij trouwde in 1965 met Michèle gravin de la Boëssière-Thiennes (1944-1993), telg uit het geslacht De la Boëssière-Thiennes en kleindochter van Edmond Carton de Wiart, kabinetschef van koning Leopold II. Uit dit huwelijk werden vier kinderen geboren die in 2001 naamswijziging verkregen tot Janssen-de la Boëssière-Thiennes. Hij hertrouwde in 1994 met Nadine Janssen uit welk huwelijk geen kinderen werden geboren.
Hij was een broer van Paul-Emmanuel Janssen en Daniel Janssen, een oom van Nicolas Janssen en een neef van Evelyn Janssen, Pol-Gustave Boël, Yves Boël, Mickey Boël en Jacques Boël.

### Carrière
Janssen behaalde een licentiaat in marketing aan de Universiteit van Ohio in de Verenigde Staten. In de jaren 1970 ging hij aan de slag bij effectenmakelaar Puissant Baeyens, waarvan hij zaakvoerder werd. In 1990 stond hij aan de basis van de fusie met beurshuis De Laet tot Puilaetco, dat in 1996 een private bank werd.
Verder bekleedde hij bestuursfuncties in het bedrijfsleven, deels in de bedrijven van zijn familie. Zo was hij bestuurder van Union Chimique Belge, Financière de Tubize, Union Financière Boël en Solvac. Daarnaast was hij voorzitter van de Vrienden van het Théâtre National, bestuurder van de Vrienden van de Koninklijke Musea voor Schone Kunsten van België, voorzitter van Agricole des Grands Viviers de Lombise, ereteamleader van de Rallye Vielsalm en voorzitter van Débuché de Vielsalm.
Janssen was officier in de Leopoldsorde.